# Negativkatalog
Als Negativkatalog (oder Ausschlusskatalog) wird in der Rechtswissenschaft die ausdrückliche Auflistung von Ausschlusskriterien bezeichnet. Grundsätzlich definiert der Gesetzgeber positiv, z. B. die gesetzlichen Voraussetzungen für einen Anspruch.

## Öffentliches Recht

### Wahlrecht
Als Negativkatalog wird eine Liste der Themen und Bereiche bezeichnet, über die bei direktdemokratischen Abstimmungen (z. B. Volksabstimmung, Bürgerbegehren, Bürgerentscheid) nicht entschieden werden darf. Typischerweise umfasst dies Fragen der Haushaltspolitik, der inneren Organisation der Verwaltung und juristischer Vorgänge (z. B. Gerichtsverfahren), sowie Planfeststellungsverfahren und Bauleitplanungen.

### Verwaltungsrecht
Im Verwaltungsrecht gibt es zum Verwaltungsakt einen Negativkatalog, wann ein solcher nichtig ist (§ 44 Abs. 2 VwVfG).

## Bürgerliches Recht
Im Zivilrecht gibt es ebenso Negativkataloge, so z. B. in § 309 BGB, wann Allgemeine Geschäftsbedingungen unwirksam sind.